# NGC 6544
NGC 6544 هي عنقود نجمي تتبع كوكبة الرامي. اكتشفها ويليام هيرشل في 22 مايو 1784.

## روابط خارجية
- NGC 6544 على موقع ويكي سكاي: DSS2, SDSS, GALEX, IRAS, Hydrogen α, X-Ray, Astrophoto, Sky Map, Articles and images